# Somano
Somano (piemontesisch Soman) ist eine Gemeinde mit 308 Einwohnern (Stand 31. Dezember 2023) in der italienischen Provinz Cuneo (CN), Region Piemont.
Die Gemeinde besteht aus den Ortsteilen Fossati, Altavilla, Sant’Antonio, Manzoni, Albere, Garombo, Curine, Ruatalunga, Costalunga und Somano. Der Schutzpatron des Ortes ist San Luigi.

## Geographie
Der Ort liegt auf einer Höhe von 516 m über dem Meeresspiegel. Das Gemeindegebiet umfasst eine Fläche von 11,81 km². Die Nachbargemeinden sind Bonvicino, Bossolasco und Dogliani.

## Kulinarische Spezialitäten
In Teilbereichen von Somano werden Reben für den Dolcetto di Dogliani, einen Rotwein mit DOC Status angebaut. Die Beeren der Rebsorten Spätburgunder und/oder Chardonnay dürfen zum Schaumwein Alta Langa verarbeitet werden.